# Mineriada

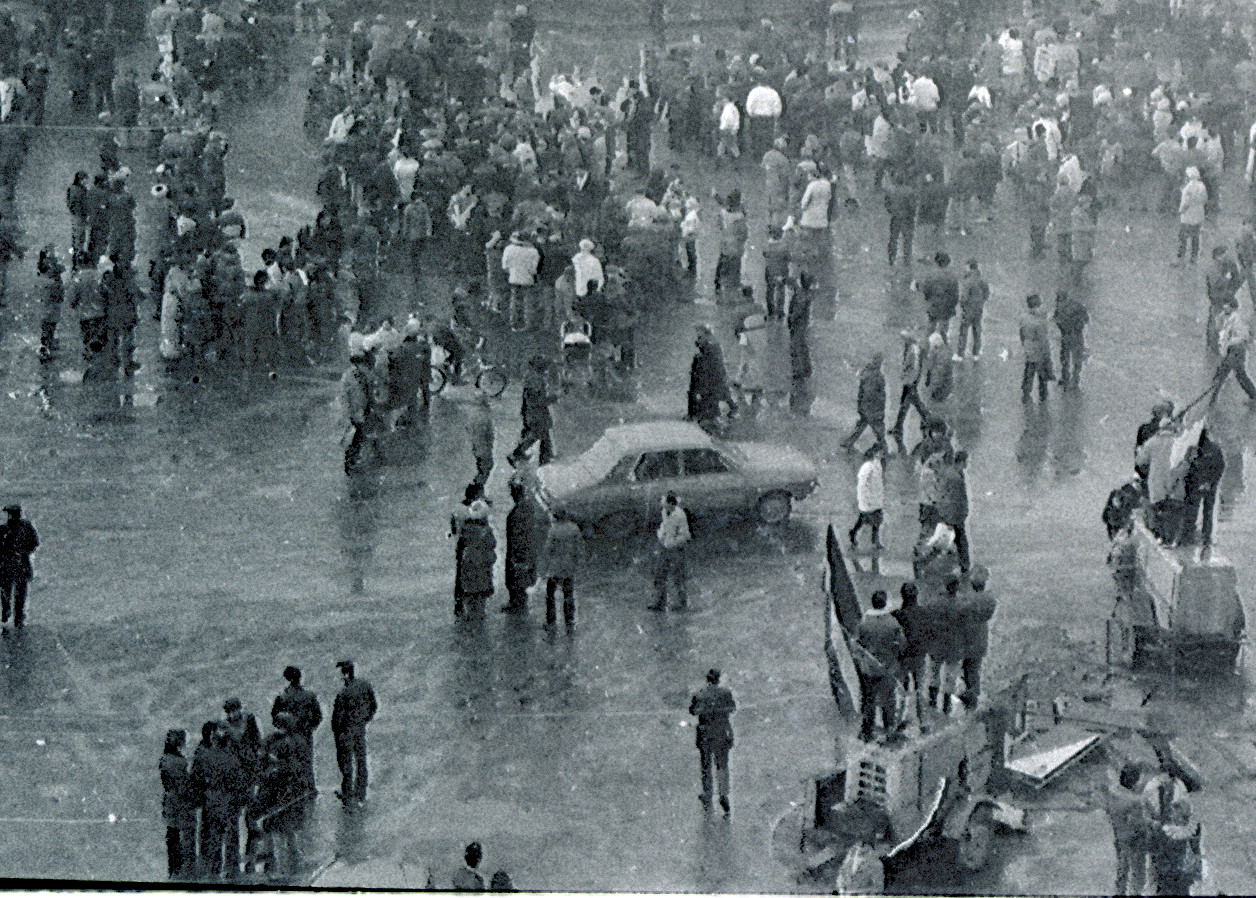
Mineriada w lutym 1990 roku

Mineriada (rum. Mineriadă, od: miner – górnik, termin urobiony na wzór cruciada = krucjata) – seria siłowych interwencji górników rumuńskich w Bukareszcie, na korzyść władz postkomunistycznych, w celu stłumienia opozycji demokratycznej. Najkrwawsza mineriada odbyła się w czerwcu 1990 roku.

## Pierwsze mineriady
Po obaleniu w grudniu 1989 roku rządu Nicolae Ceaușescu władzę w kraju przejął, składający się z komunistów, Front Ocalenia Narodowego (FSN), który obiecał demokratyzację Rumunii i wolne wybory. Na czele FON stanął Ion Iliescu. Po protestach społecznych FON przekształcił się w partię polityczną.
Pierwsze starcie pomiędzy rządem a opozycją wydarzyło się w styczniu 1990 roku, kiedy Iliescu ogłosił, że FSN wystawi własną listę w czasie wyborów planowanych na kwiecień. Działanie FSN było sprzeczne z wcześniejszymi zapowiedziami. Od 24 stycznia opozycjoniści gromadzili się na manifestacji, w czasie której walczyli z policją. Wkrótce potem FSN wezwał robotników i górników (tzw. „aktyw robotniczy”) do rozpędzenia demonstrantów. 28 stycznia policja wraz z robotnikami i górnikami z doliny Jiu zaatakowała antyrządową demonstrację, która zgromadziła się na Calea Victoriei. W starciu rannych zostało kilkadziesiąt osób, a kilkuset zwolenników opozycji aresztowano.
Kolejne manifestację wybuchły w lutym 1990 roku. Po raz kolejny rząd wezwał „aktyw robotniczy” do stłumienia protestów. W starciach z 18 lutego rannych zostało kilkadziesiąt osób, a sto osób aresztowano. Górnicy i FSN zawarli sojusz strategiczny: w zamian za poparcie rządu górnicy mieli zagwarantowaną bezkarność, a ich interesy w czasie transformacji zostały zabezpieczone. Jednocześnie część działaczy związkowych zaczęła angażować się w politykę, a ich pozycja wzrastała wraz z kolejnymi marszami do stolicy. Najbardziej znanym działaczem angażującym się w mineriady był Miron Cozma.

## Czerwiec 1990

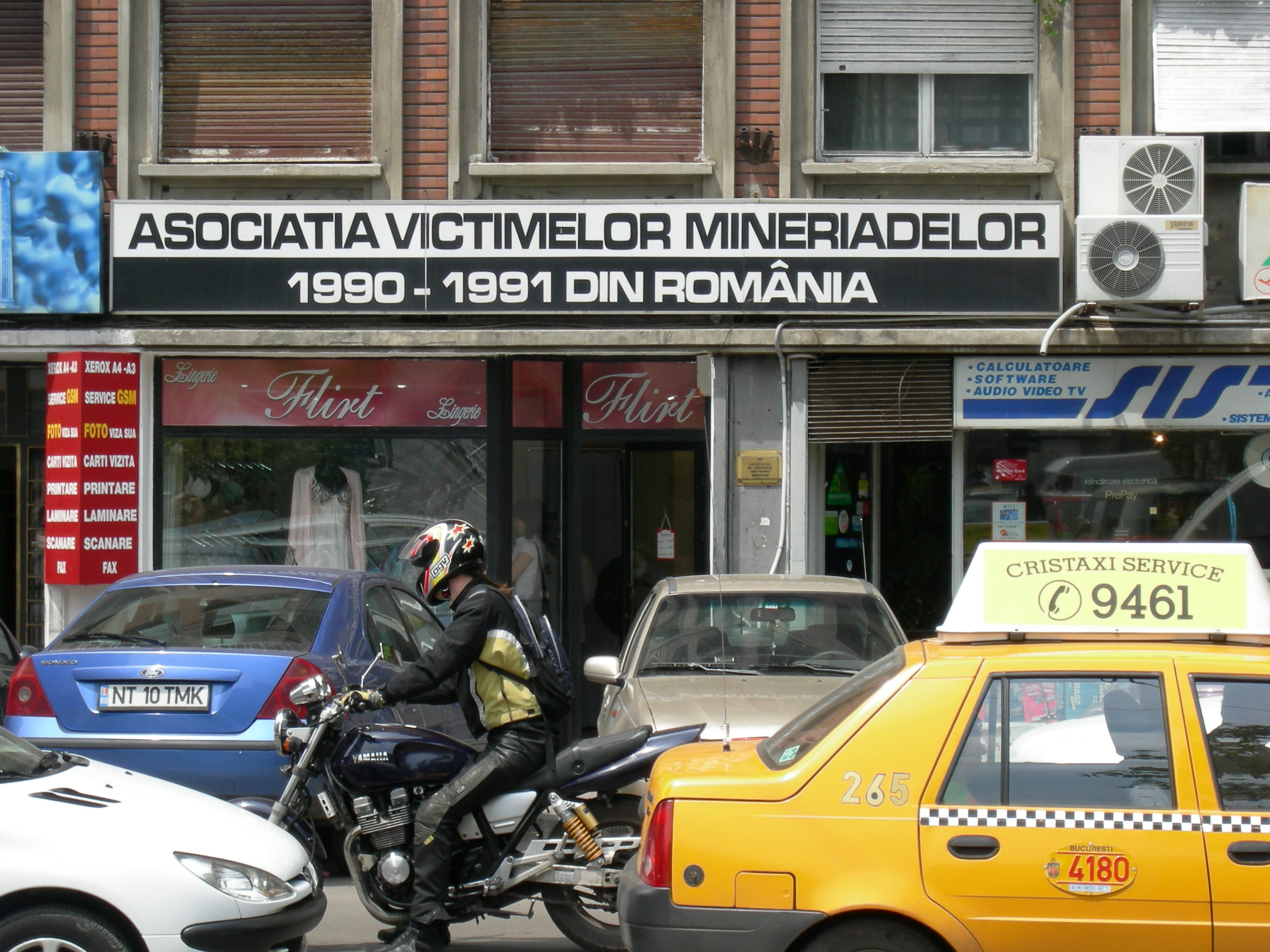
Siedziba Stowarzyszenia Ofiar Mineriad w Bukareszcie

20 maja odbyły się wybory parlamentarne i prezydenckie. Pomimo protestów społecznych FSN wygrał wybory parlamentarne (67% głosów), a Iliescu prezydenckie (85% głosów) – nowa władza cieszyła się dużym poparciem wśród robotników i mieszkańców wsi. Sposób przeprowadzenia wyborów spotkał się ze sprzeciwem inteligentów. Na znak protestu ambasador USA odjechał z Bukaresztu. Wkrótce rozpoczęły się protesty na Placu Uniwersyteckim, podczas których manifestanci krytykowali sfałszowanie wyborów oraz domagali się ustąpienia Iliescu oraz powtórnych wyborów. Manifestanci ogłosili Plac Uniwersytecki „strefą wolną od neokomunizmu”. Media rozpoczęły nagonkę medialną na demonstrujących, w której określano ich mianem „chuliganów” i „wichrzycieli”. W orędziu telewizyjnym Ion Iliescu zdecydował się wezwać górników, by „pomogli zaprowadzić porządek”. 13 czerwca około dziesięciu tysięcy górników przyjechało do Bukaresztu. Uzbrojeni byli w pałki, łańcuchy oraz kilofy. Przy bierności lub współudziale służb porządkowych górnicy brutalnie rozpędzili demonstrację. Przez cztery dni górnicy wyłapywali i bili faktycznych lub potencjalnych przeciwników FSN i Iliescu. 17 czerwca Ion Iliescu w orędziu telewizyjnym podziękował górnikom za „obywatelską postawę”. W czerwcowych starciach zginęło osiem osób, a co najmniej tysiąc odniosło rany. Stłumienie manifestacji przy poparciu rządu odebrało Rumunii resztki wiarygodności na arenie międzynarodowej.

## Dalsze mineriady
Sprawcy mineriad pozostali bezkarni. W 1992 roku Ion Iliescu wygrał ponownie wybory prezydenckie. Urząd ten pełnił dwukrotnie: w latach 1992–1996 oraz 2000–2004. Po 1990 roku mineriady organizowano jeszcze trzy razy – raz w 1991 roku, oraz dwa razy w 1999 roku. Mineriada z 25 września 1991 roku doprowadziła do upadku reformatorskiego rządu Petre Romana. Miron Cozma po zerwaniu z postkomunizmami został w 1999 roku postawiony w stan oskarżenia. Skazano go na osiemnaście lat więzienia (z którego wyszedł w 2007 roku). Ostatnia mineriada odbyła się 17 lutego 1999 roku. Marsz górników zatrzymała policja.